# Paul Swain
Pour les articles homonymes, voir Swain.
Paul Swain, né le 12 septembre 1943 à Newark et mort le 26 novembre 2022 à Sioux Falls, est un évêque catholique américain du diocèse de Sioux Falls, de 2006 à 2019,. Sa devise est Confitemini Domino.

## Biographie

### Formation
Paul Joseph Swain naît à Newark de William et Gertrude (née Mohr) Swain et élevé dans la confession méthodiste. Il suit sa scolarité dans l'enseignement public et termine ses études secondaires en 1961. Il entre ensuite à la Ohio Northern University, obtenant un Bachelor of Arts en histoire en 1965, puis à l'University of Wisconsin–Madison, obtenant un Master of Arts en sciences politiques en 1967. Ensuite Paul Swain s'engage dans l'armée de l'air en tant qu'officier du contre-espionnage, et sert à la fin pendant la guerre du Vietnam où il reçoit une Bronze Star. Il est démobilisé en 1972 et s'installe à Madison, recevant un doctorat de droit de l'école de droit de l'université du Wisconsin en 1974.  Après avoir exercé pendant quelques années, il est conseiller juridique et directeur politique du gouverneur du Wisconsin, Lee Sherman Dreyfus de 1979 à 1983.
C'est pendant les années où il est au service du gouverneur Dreyfus qu'il s'intéresse au catholicisme. Il commence à suivre la messe catholique et finalement est reçu dans l'Église catholique en 1983 en l'église du Saint-Rédempteur de Madison. Il entre aussitôt au Blessed John XXIII National Seminary, en tant que vocation tardive (il a 40 ans) dont il obtient un diplôme de théologie en 1988.

### Prêtre
Paul Swain est ordonné prêtre pour le diocèse de Madison (en) le 27 mai 1988 à la cathédrale Saint-Raphaël des mains de Mgr O'Donnell, à l'âge de 44 ans.  Après son ordination, il sert dans plusieurs paroisses, devient assistant de l'évêque, vice-chancelier du diocèse, modérateur de la curie et directeur des vocations diocésaines. Le pape saint Jean-Paul II le nomme prélat d'honneur de Sa Sainteté avec le titre de Monseigneur. En dernier lieu, il est recteur de la cathédrale Saint-Raphaël de Madison, et vicaire général.
Le 14 mars 2005, pendant qu'il se trouvait à la cathédrale, un incendie se déclenche, allumé par un pyromane. Mgr Swain s'approche de lui pour lui parler : « Aussitôt que j'eus appris qu'il s'agissait du pyromane, je ne pus croire que quelqu'un eût pu commettre une telle chose, à moins que cette personne ne fût mentalement dérangée et ainsi je ne ressentit jamais une quelconque amertume. Je crois honnêtement par d'autres aspects de ma vie que Dieu se sert de ces moments qui paraissent tragiques pour approfondir notre foi et nous appeler à être plus profondément ce que nous sommes. ».

### Évêque
Le pape Benoît XVI nomme Paul Swain évêque de Sioux Falls (dans le Dakota du Sud), le 31 août 2006, et il est consacré le 26 octobre suivant à la cathédrale Saint-Joseph de Sioux Falls par Mgr Flynn, archevêque de Saint-Paul et Minneapolis,. Il choisit comme devise épiscopale Confitemini Domino. Mgr Swain est membre des Chevaliers de Colomb  et de l'Ordre du Saint-Sépulcre. Il est aussi au comité de direction du Blessed John XXIII National Seminary et du séminaire de Saint-Paul. Il se retire le 12 décembre 2019. Il meurt presque deux ans plus tard.